# 馬克·阿姆斯勒
馬克·阿姆斯勒（法語：Marc Amsler，1891年2月25日—1968年5月3日）是出生於瑞士沃韋的眼科学家，以其设计的阿姆斯勒方格表（Amsler Grid）而闻名。

## 生平
馬克·阿姆斯勒於1944年開始在蘇黎世大學擔任眼科學系所的教授。1945年，阿姆斯勒設計出「阿姆斯勒方格表」，该方格表是用于检查中心视力情况与黄斑功能的一种非常重要、灵敏和简单的工具，患者通过它可以简单快捷地对眼底疾病进行初期筛查，如检查眼球视网膜是否有视网膜黄斑等病變，监测疾病的发展和评估等。 
1951年期間阿姆斯勒另有從事在圓錐角膜方面領域的研究，並且曾在當地的蘇黎世眼科擔任診所主任。